# Trận Puthukkudiyirippu
Trận Puthukkudiyirippu là một trận đánh trên bộ giữa Quân đội Sri Lanka, Sư đoàn 58, Sư đoàn 53 và Đơn vị Tác chiến Đặc biệt 8 và Những con Hổ giải phóng Tamil (Hổ Tamil) để giành quyền kiểm soát cứ điểm cuối cùng còn nằm dưới sự cai quản của Hổ Tamil. Trận đánh này là một phần của Mặt trận miền Bắc của Chiến tranh Eelam IV thuộc Nội chiến Sri Lanka.

## Bối cảnh
Dù rằng đã có các trận đánh lớn trong cùng khu vực này từ mấy tuần trước đó, chính phủ loan tin họ sắp tiêu diệt hoàn toàn lực lượng Hổ Tamil để chấm dứt cuộc nội chiến từ 25 năm đã khiến cho khoảng 70.000 người chết.

## Bao vây phiến quân
Trong cuộc tổng tấn công, các binh sĩ Sri Lanka bao vây một nhóm phiến quân Hổ Tamil trong một trận đánh dữ dội ở khu vực phía Bắc. Phiến quân Hồ Tamil, trước đây từng kiểm soát một khu vực rộng lớn ở phía Bắc và Đông đảo quốc này, đến tháng 3 năm 2009 thì bị đẩy vào một khu vực dọc theo bờ biển phía Đông Bắc rộng khoảng 21 cây số vuông. Trong cuộc giao tranh, quân chính phủ bao vây một lực lượng phiến quân trong khu vực rộng chừng 1 cây số vuông. Một bản tin loan tải trên trang web của Bộ Quốc phòng cũng nói rằng họ cắt đứt đường tiếp tế cho phiến quân trong vùng Puthkkudiyirippu. Đến ngày 2 tháng 4, xác 13 phiến quân được tìm thấy ở vùng giao tranh. Các tin tức chiến trường không thể kiểm chứng vì các nhà báo độc lập không được vào vùng giao tranh.

## Vấn đề dân thường
Vào cuối tháng 3 năm 2009, Tổng thống Sri Lanka Mahinda Rajapaksa nói rằng quân đội đang rất cẩn thận để không gây thiệt hại cho dân chúng còn đang bị kẹt trong khu vực giao tranh. Cho đến đầu tháng 4 năm 2009, có hàng chục ngàn người dân đang ở giữa hai lằn đạn. Phía quân đội chính phủ nói rằng Hổ Tamil bắt giữ họ để làm khiên đỡ đạn và Liên Hợp Quốc đã từng lên án việc Hổ Tamil bắn vào người dân bỏ chạy khỏi vùng họ kiểm soát. Có hơn 23.000 người thoát khỏi vùng giao tranh tháng 3 năm 2009 và phía chính phủ ước lượng rằng đến tháng 4 còn khoảng từ 30.000 đến 40.000 người còn kẹt lại.